# Peter Bossard
Peter Bossard (* 10. März 1938 in Cham; † 27. September 2001 in Zug; heimatberechtigt ebenda) war ein Schweizer Unternehmer und Politiker (FDP).

## Leben
Peter Bossard liess sich in Zug, Grossbritannien, Frankreich, den USA und Zürich zum Kaufmann ausbilden. 1956 trat er ins Familienunternehmen Carl Bossard Eisenhandlung, dessen Verwaltungsrat er von 1973 bis 2001 angehörte und ab 1977 präsidierte.
Von 1971 bis 1986 gehörte er dem Grossen Gemeinderat der Stadt Zug an, den er im Amtsjahr 1983/84 auch präsidierte. Von 1987 bis 1994 war er Kantonsrat. Ab 1995 war er Regierungsrat des Kantons Zug und stand der Direktion des Innern vor. Im Amtsjahr 2001 war er Statthalter, d. h. stellvertretender Regierungsratspräsident.
Bossard kam beim durch Friedrich Leibacher verübten Zuger Attentat ums Leben.